# 小池秀郎
小池 秀郎（こいけ ひでお、1969年3月18日 - ）は、愛知県尾西市（現：一宮市）生まれの元プロ野球選手（投手）。左投左打。
1990年のドラフト会議における「小池騒動」で知られる人物である。プロ野球選手時代は1993年から1999年、2002年から2004年と、通算10年間にわたってパシフィック・リーグ（パ・リーグ）の近鉄バファローズ（1999年以降の球団名は「大阪近鉄バファローズ」）に在籍し、1997年シーズンには15勝を挙げてパ・リーグ最多勝投手のタイトルを獲得した。

## 経歴
中学校時代までは愛知県尾西市（現：一宮市）で育った。プロ入り前の『週刊ベースボール』、およびプロ入り前後の『中日スポーツ』では尾西市出身とされているが、後述のドラフト会議で8球団から1位指名を受けた1990年時点では実家は岐阜県羽島市にあり、プロ入り後の選手名鑑に掲載されているプロフィールでは羽島市出身とされている。梨田昌孝が主催するトゥルーマサの公式ウェブサイトにおける本人のプロフィールでは一宮市出身となっている。

### 高校時代まで
尾西市立大徳小学校・尾西中学校を卒業した。父親は地元球団である中日ドラゴンズのファンだった。
大徳小5年生の時に地元の少年野球チーム「西五城ファイターズ」に入団し、シニアリーグ「尾西シニア」（現：愛知尾州ボーイズ）に進み、中学3年生から投手になる。尾西シニア時代は全国大会にも進出したが、補欠選手としてベンチ入りしたのみで試合には出場しなかった。
中学から高校へ進学する際、父親から「野球だけが青春じゃない。もっと人間を磨いてこい」と言われ、亜細亜大学OBの取り成しで長野県の武蔵工業大学付属信州工業高等学校（現：東京都市大学塩尻高等学校）に野球留学したが、県大会2回戦が最高で甲子園には出場できなかった。2年生時には外野手で5番打者を打ち、3年生になって投手に戻ったが、夏の県大会では中野実業高校との2回戦で敗退した。高校時代は通算1勝。

### 大学・社会人時代
高校卒業後は兄も野球部に在籍した亜細亜大学に進学。東都大学野球リーグでは2年生時の1988年春季リーグ戦に頭角を現し、亜大を2位に押し上げ初のベストナインに選出される。4年生時の1990年には春秋連覇し、同年春には最優秀選手・最優秀投手となる。春季リーグでは当時のリーグ新記録となるシーズン111奪三振（2007年に東洋大の大場翔太が115個を記録し更新）。直後の全日本大学野球選手権大会でも決勝で東北福祉大の小坂勝仁と投げ合い2-1で辛勝、優勝を飾る。同年の日米大学野球選手権大会日本代表に選出され第1戦で完封勝利し日本の勝利に貢献、最高殊勲選手賞を獲得した。また第31回ワールドカップ日本代表にも選出されている。同年秋の明治神宮野球大会は準決勝でエース・杉浦正則を擁する同志社大相手に小池温存で同期高津臣吾が投げ3-4で惜敗。リーグ通算63試合登板28勝14敗、防御率1.45。最高殊勲選手に2度、最優秀投手に1度、ベストナインに2度選出され、大学No.1サウスポーとして注目された。また大場が従来のリーグ記録とされていた松沼雅之（東洋大）の通算376奪三振を更新した時点で、小池が通算394奪三振を挙げていたことが判明し、記録が訂正された。大学同期に高津臣吾、川尻哲郎の両投手がいた。
同年のドラフト会議前には、先輩の阿波野秀幸（当時近鉄バファローズ）よりやや力は落ちるが、同年の投手陣ではナンバーワンと評され、複数球団の競合指名が予想されていた。実際に広島東洋カープ、オリックス・ブルーウェーブ、福岡ダイエーホークスの3球団を除く9球団が獲得に名乗りを上げていたが、当時、本人が最も入りたい球団は読売ジャイアンツ（巨人）であった。本人は亜大が春夏連覇を決めた同年10月24日、意中の球団はヤクルトスワローズ・西武ライオンズ・巨人の3球団であり、それ以外の球団から指名を受けた場合は社会人野球に進み、バルセロナ五輪を目指したいと表明した。実際、この3球団以外の獲得に名乗りを上げた6球団（中日ドラゴンズ、阪神タイガース、横浜大洋ホエールズ、日本ハムファイターズ、近鉄バファローズ、ロッテ・オリオンズ）に対しては、いずれも口頭もしくは電話で入団拒否の意向を伝えていたという。その一方、本命はヤクルトであって巨人・西武はダミーであるという報道があり、巨人スカウト陣も1位は小池ではなく野手を指名する旨を断言していた。またロッテや阪神以外なら1位指名球団に条件次第で入団するだろうという憶測もあり、地元球団である中日ドラゴンズはスカウト部長の岡田英津也が監督の星野仙一に小池の1位指名を希望する旨を伝えて指名の内定を得ていた。
同年11月24日に開催された同会議では、意中の球団であった西武・ヤクルトに加え、阪神、ロッテ、中日、広島東洋カープ、日本ハムファイターズ、近鉄の8球団が小池を1位で指名した一方、巨人は元木大介を1位指名した。前年の野茂英雄と並ぶ史上最多の8球団競合指名となり、抽選によりロッテが交渉権を得たが、小池は入団を拒否し大きな騒動となる（後述）。卒業後は社会人の松下電器でプレーした。またドラフト当日ロッテは当初小池の意向を聞き、指名を避ける方向だったが、監督だった金田正一が直前になって小池を指名するよう希望し、小池を指名したという逸話がある。ロッテが小池の強行指名に踏み切った背景には、同年限りで現役を引退した村田兆治に代わる球団の顔としての役割を小池に担ってもらい、当時の「暗い、弱い」というチームイメージの払拭を期待していたこと、そして近い将来に控えていた千葉移転の目玉としての役割も期待していたことが背景にあり、小池が入団した暁には村田の背番号であった29や、野茂が近鉄に入団した際以上の破格の金銭条件（それぞれ史上最高額となる契約金1億5000万円、年俸1500万円）、そして退団後も球団本社入りする「終身身分保障」を用意する方針であった。
1991年の都市対抗に出場。準々決勝に進み先発を任される。東芝の杉山賢人と投げ合うが、丹波健二らを主軸とする強力打線に打ち込まれ大敗を喫する。その後は故障もあってプロからの評価を下げてしまった。
1992年のNPBドラフト会議前には、「奪三振マシン」だった大学時代と比べ、投球フォームが小さくなって迫力もなくなったと評されていた。本人は同会議前に、どの球団から指名されても入団する意向を示し、『中日スポーツ』記者の阿知波浩二は中日が1位指名を公言していた松井秀喜（星稜高校）の抽選に敗れた場合の外れ1位としての指名候補になるだろうと報じていたが、近鉄バファローズから単独1位指名を受けて入団した。契約金は1億円、年俸は1000万円。背番号は23。

### 近鉄時代前期
1993年シーズンは開幕から一軍（パシフィック・リーグ）に昇格し、4月11日に本拠地・藤井寺球場で開催された対日本ハムファイターズ戦でプロ初登板した。初勝利は同年6月20日の対日本ハム戦（藤井寺球場）で、5月には先発として起用された。しかしシーズンでは27試合に登板して68イニング1/3の投球回を記録したものの、3勝4敗2セーブ・防御率3.95の成績に終わる。翌1994年は12試合に先発登板し、シーズンでは全19試合に登板して投球回71イニング1/3を記録し、5勝2敗と勝ち越したが、防御率は5.30だった。同年11月29日には年俸1450万円（前年比250万円増額）で契約更改した。
チームがリーグ最下位に低迷した1995年には先発ローテーションに定着して投球回130イニング・3完投を記録、プロ入り後初の規定投球回に到達した。また防御率もリーグ11位の3.53を記録したが、4勝8敗と負け越した。1996年は江坂政明の不振や柴田佳主也の伸び悩みなどから再び中継ぎ兼任に戻り、21試合に登板して69イニング2/3投球回・1完投を記録した。チームの左投手としては孤軍奮闘した形となったが、3勝5敗・防御率5.94の成績だった。
近鉄の本拠地が藤井寺球場から大阪ドームへ移転した1997年には、新たに就任した小林繁投手コーチの助言でフォーム改造を行い、新しい変化球としてシンカーを覚えた事で成績が大きく向上した。同年4月10日の対千葉ロッテマリーンズ戦でプロ初完封勝利を挙げた。その後も好調を維持し、同年9月には4勝、防御率1.23の成績で月間MVPを初めて獲得した。最終的には27試合に登板して投球回は182イニング2/3を記録、15勝6敗・防御率2.96（パ・リーグ5位）の好成績を挙げ、西口文也（西武）と同数でリーグ最多勝投手となる。同年から1999年まで、対オリックス・ブルーウェーブ戦では11連勝していた。
しかし1998年から2年間は肩の故障に苦しみ、同年は8月31日の対オリックス戦で7勝目を挙げたのを最後に勝利を挙げられず、18試合（投球回78イニング）に登板して7勝3敗・防御率6.81の成績に終わる。
球団名が「大阪近鉄バファローズ」に改称された1999年シーズンには開幕から4連勝し、オールスターゲームに初出場。オールスターゲーム第2戦（阪神甲子園球場）では3回裏から2番手で登板し、2回無安打無失点に抑え、優秀選手賞を受賞した。しかしシーズンでは23試合に登板して投球回149イニング・6勝11敗・防御率4.05と不振だった。同シーズン最後の勝利は、8月17日の対西武19回戦（西武ドーム）だった。同年のシドニー五輪の予選に日本代表選手として参加。決勝リーグ最終戦では韓国を相手に先発、5回を1失点に抑える。

### 中日時代
1999年のシーズンオフ、佐野重樹・善村一仁の2人とともに、門倉健・古池拓一・東瀬耕太郎の3人との交換トレードで中日ドラゴンズへ移籍した。小池本人は同年11月6日にトレードを通告されたが、同年にパ・リーグ最下位に沈んだ近鉄の投手である自身がセ・リーグ優勝を達成した中日から必要とされたことに関しては「すごくありがたい」と受け止めてはいたものの、同時にそれまで近鉄の左のエースとして投手陣を支えてきた自負があったことから、自身がトレード要員とされたことに納得できず、「トレード要員となった理由を聞きたい」などとして態度を保留していた。しかし、後に「野球だけは失うわけにはいかない」と徐々に態度を軟化させ、同月15日に岡本伊三美球団代表と話し合ってトレード受諾の意向を伝え、同日付で正式にトレードが成立した。このトレードは梨田昌孝新監督のもとで先発投手の補強を狙っていた近鉄と、サムソン・リーの退団を受けて左投手の補強を進めていた中日の思惑がそれぞれ一致したことによるものだった。近鉄時代の背番号だった23は東都大学リーグ時代のライバルで仲の良かった関川浩一が着用していたため着用できず、小池の背番号は25になった。年俸は前年と同じ5500万円。本人は中日移籍にあたり、かつての意中の球団だった巨人に投げ勝ちたいという意思を表明していた。
野口茂樹・川上憲伸・山本昌・武田一浩に次ぐ5人目の先発投手の座を山田洋・鶴田泰らと争い、2000年のシーズンは先発として起用された。4月22日の横浜ベイスターズ戦（ナゴヤドーム）で6回無失点で移籍後初勝利を挙げた。5月末時点では4勝1敗、防御率1.89（セントラル・リーグ3位）と結果を出していた。だが、5月18日の対横浜11回戦（横浜スタジアム）を最後に勝利投手になれず、6月3日の対巨人戦では3回途中7失点で降板。この時点で4勝2敗、防御率2.90（リーグ6位）の成績だったが、再調整のため6月5日に二軍（ウエスタン・リーグ）へ降格する。6月15日の阪神タイガース戦（阪神甲子園球場）で一軍復帰したが、3回途中6失点で降板し敗戦投手となった。その後6月22日に再び二軍に降格した。
8月2日の阪神戦で再び一軍に復帰したが、1回裏から3失点し3回で降板。8月9日の広島東洋カープ戦（ナゴヤドーム）で先発したものの4回途中5失点で降板し、翌10日に再び二軍降格すると、以降は二軍でも不振で一軍再昇格はできなかった。最終的に13試合に登板したものの4勝3敗、防御率4.19に終わり、オフに年俸5000万円（500万円減）で契約更改した。中日入団時は野球に専念するため、妻を大阪に残して名古屋のホテルで単身赴任すると報じられていたが、同年は「家族との時間を大切にしたい」との理由に加え、シーズン途中まで一軍の先発ローテーションに定着しており、登板機会が週1回に限られていたことから、兵庫県芦屋市の自宅から名古屋まで新幹線で通勤していた。しかし減俸を受け、翌2001年シーズンは名古屋で単身赴任生活を送っていた。
移籍2年目の2001年シーズンは登板機会がなく、シーズン途中にはトレードを志願し、同年6月9日には中日の伊藤球団代表が小池本人の希望で移籍先を探していることを明かしていた。しかしトレードは成立せず、10月12日に戦力外通告を受けた。

### 近鉄時代後期
その後、古巣・近鉄の入団テストに参加。2001年12月7日に近鉄への入団が発表され、1999年以来3年ぶりとなる古巣復帰を果たした。復帰1年目となる2002年シーズンの推定年俸は2400万円。同年にはチェンジアップを習得し、開幕2戦目となる3月31日の対オリックス2回戦で復帰後初勝利を挙げた。
2003年には投球フォームをサイドスローに変え、先発から中継ぎへ転向、リーグ最多の65試合に登板した。

### 楽天時代
2005年シーズンからは分配ドラフトにより東北楽天ゴールデンイーグルスの所属となり、フォームもオーバースローに戻したが目立った成績を残すことができず、同年9月15日に戦力外通告を受けた。

### NOMOベースボールクラブ時代
2005年シーズンオフに楽天から戦力外通告を受けて去就が注目されていたが、2006年3月、社会人野球のNOMOベースボールクラブにコーチ兼任投手として入団することが発表された。同年は古巣近鉄の本拠地大阪ドームでの第77回都市対抗野球大会阪和2次予選では対NTT西日本戦でリリーフで登板するものの、打ち込まれ敗戦投手になっている。また、関西ローカルの深夜のTV番組の企画で、ジャニーズの若手タレントに野球をコーチをする姿が放映された。

### 引退後
2008年からは関西メディカルスポーツ学院で、野球選手科が廃止される2013年末までコーチを務めていた。
現在は近鉄時代に監督だった梨田昌孝が代表を務める芸能事務所トゥルーマサに所属。またNOMOベースボールクラブの理事も務める傍ら、プライベートトレーナーとして活動。大阪府内のトレーニング施設に専属トレーナーとして勤務している。

## 人物
母は1990年のドラフト会議前に死去しており、同会議時点では父・兄との3人家族だった。
1997年の最多勝獲得の影に、当時近鉄の投手コーチであった小林繁からの助言があり「投球時の左足踵を上げるフォームは意味をなさない様なので、止めた方がよい」という矯正の成果がある。
サイドスロー転向後のフォームは、右足を上げる際に両腕を斜め下方向に下げながら伸ばすため、お笑いコンビTIMの「命」というギャグのジェスチャーに似ていたので、このフォームを「命投法」と呼ぶアナウンサーもいた。このフォームについて本人は「かっこ悪いからいやなんですけどね」と語っていた。

## 小池騒動
1990年のドラフト会議における最大の目玉として小池には各球団のスカウトの注目が集まる。これに対し、小池は西武、ヤクルト、巨人の3球団を希望し、それ以外であれば社会人に進むことを表明。特に、当時球界屈指の不人気球団であったロッテには拒否の意向を強く伝え、更に総監督の矢野祐弘も「ロッテは最も入れたくない球団」と発言していた（担当スカウトは教え子の芦岡俊明で、当時ロッテには小池より5学年上の右打ちのスラッガー・古川慎一が在籍していたが、伸び悩んでいた）。スカウトもこれを受けて指名を断念。湯舟敏郎を1位指名することを決定し亜大側にもその旨を伝える。しかし、直前になって監督の金田正一が小池の指名を強く希望し、強引に変更させた。
ロッテから指名回避の連絡を受けた大学は会議当日、大ホールに会見場を設け、小池だけでなく一般の学生300人を集結させた。このため、抽選前から場内はお祭り騒ぎであった。史上最多タイの8球団が1位指名を行いその光景を小池が満面の笑みを浮かべながら見守る中でロッテが指名した際も、亜大・ロッテ共に8分の1の確率ならどうせ当たらないだろうと高を括っていたものの、抽選でそのロッテが指名権を獲得。この瞬間、場内の学生から罵声が飛び交い、小池はそれまでの笑顔からたちまち血の気が失せ、さらにドラフト会議場でも当たりクジを引き当てた松井オーナー代行は何が当たりくじか分かっておらず選択確定までやや時間が空き、白けた空気が蔓延する中で金田のみはしゃぎ回るという異様な光景がテレビでそのまま中継された。
顔面蒼白となった小池は「今は何も言えません…。頭が真っ白です。ロッテの方と会うことはありません」と言葉を絞り出し、その後キャンパス内の広報室に閉じこもり、報道陣の隙を付いてこの場から出た後、川崎の自宅ではなく、外部の情報を遮断できる野球部の寮内に2日間雲隠れした。当初、ドラフト後に複数のニュース番組に出演予定であったが、これもすべてキャンセル。このため、『ニュースステーション』の久米宏は放送中に小池に「見ているならすぐに電話してください」と呼び掛けた。
一方で、このドラフトで同級生の高津臣吾がヤクルトに3位指名。小池がヤクルトを希望していたため高津は「小池と一緒なら本当に良かったのにな」、「本当なら素直に喜んでいいのでしょうが、テレビに映っていた小池のことを思うと素直に喜べない」とコメント。同じくヤクルトに外れ1位で指名された同じ東都大学リーグで投げた岡林洋一（専大）が「僕は別にどの球団でも良かったので（小池の希望していたヤクルトに決まってしまって）小池に悪いな、と…」というコメントを残している。また小池は「同じ野球部で、高津君がヤクルトに指名（3位）されましたが、今は僕の分も亜細亜大学の名前をけがさぬよう頑張ってもらいたいと思います」とコメントしている。
対するロッテ側は金田が「野茂がいくらもらったか知らんが、それ以上のことはさせてもらうで」として、「契約金1億5000万円を出す。生涯の保障もする」（ロッテ・松井静郎球団社長）と好条件を示していたが、小池は「ロッテにだけは行きたくない」と公言し結局指名拒否となった。これに輪を掛けるように、矢野も「12球団の中でも一番避けたいと思っていた球団。本人も相当なショックを受けている」と発言した。
このため、亜大とロッテとの関係が極端に悪化。これ以降ドラフト指名された選手は長い間現れず、2016年のドラフト会議において同大学の宗接唯人捕手が、小池が入団を拒否して以来実に26年ぶりにロッテから指名を受けた。また、2012年3月と8月にロッテと亜細亜大学とのオープン戦が行われている。
ロッテを拒否した理由については後のインタビューで「ドラフト前に西武、ヤクルト、巨人以外ならプロ拒否と表明していて、それに理解を示したロッテがドラフト直前にうちは指名しませんと伝えてきたにも関わらず、いざ当日になってみると強行指名したからで、ロッテだけはどうしても嫌だった」と語っている。また後年には、プロ入りに傾いた時期もあったが、当時の新聞に「小池は金を積めば落ちる」という関係者のコメントが掲載されたことによって「金で動いたと思われる」ということでプライドが許さなかったと報道されている。
上記のとおり西武、ヤクルト、巨人の3球団を希望していたものの、「ロッテと阪神以外なら交渉に応じる」と話していた事、ダイエーや大洋に対して前向きなコメントをしていた事、近鉄のスカウトが来た際に拒否を匂わせるような対応をしなかった事等から必ずしも希望の3球団のみに拘っているわけではなかった事がうかがえる。
小池の「ロッテにだけは行きたくない」発言を聞いた愛甲猛は「小池が自分の後輩だったらブン殴ってやるけどね。入る入らないはもちろん本人の自由。しかし、プロの球団に対して（あの言動は）許せない。断るにしてももっと気持ちよく断ってほしかった」と憤った（愛甲自身、ロッテの選択権確定が決まった際には渋い表情を見せていた）。なお、小池と愛甲は2000年に中日で1年間だけ同僚となった。
千葉マリンスタジアムの登板でブーイングが起きることもあった（近鉄入団当初は、登板時に球場でロッテファンによる過激な横断幕が掲げられていたこともある）。小池のロッテ戦の通算戦績は8勝7敗。
なお前述のとおりロッテの小池指名は監督・金田正一の独断専行によるものであったが、当時はこのことは全く明るみにされなかった。
社会人に進んでからは大学時よりも評価を落とす（高津はプロ入り後の小池に関して大学のときはもっと凄い投手だったと評している）。小池は「ドラフト後のごたごたで、いつでも、どこに行ってもマスコミがつきまとって数ヶ月間にわたり全く練習ができなくなってしまった」と主張した。2年後のドラフト会議では松井秀喜や伊藤智仁が注目を集める中、ひっそりと近鉄から単独1位指名を受けた。近鉄入団時には「松下では誰にも世話にならなかった」と発言したとされる。
なおロッテは1992年に本拠地を川崎球場から千葉マリンスタジアムに移転しており、移転を控えた1991年のドラフト会議では地元・千葉出身の好投手である石井一久（東京学館浦安高校）の獲得を狙っていたとされるが、結局は石井ではなく吉田篤史（ヤマハ）を1位指名し、競合必至とされていた石井は意中の球団として挙げていたヤクルトから単独で1位指名された。その理由については、当時ロッテが即戦力投手を必要としていたチーム事情や、石井本人がヤクルト以外の球団には入団しない意向を示していたことに加え、前年の小池騒動の影響もあったと報じられている。
また引退後、2010年時点でドラフト会議の際には毎年のように当時の映像が放送されており、風物詩となっている。

## 詳細情報

### 年度別投手成績
| 年 度      | 球 団      | 登 板 | 先 発 | 完 投 | 完 封 | 無 四 球 | 勝 利 | 敗 戦 | セ 丨 ブ | ホ 丨 ル ド | 勝 率 | 打 者 | 投 球 回 | 被 安 打 | 被 本 塁 打 | 与 四 球 | 敬 遠 | 与 死 球 | 奪 三 振 | 暴 投 | ボ 丨 ク | 失 点 | 自 責 点 | 防 御 率 | W H I P |
| ---------- | ---------- | ----- | ----- | ----- | ----- | -------- | ----- | ----- | -------- | ----------- | ----- | ----- | -------- | -------- | ----------- | -------- | ----- | -------- | -------- | ----- | -------- | ----- | -------- | -------- | ------- |
| 1993       | 近鉄       | 27    | 2     | 0     | 0     | 0        | 3     | 4     | 2        | --          | .429  | 295   | 68.1     | 51       | 9           | 45       | 1     | 0        | 67       | 6     | 0        | 32    | 30       | 3.95     | 1.40    |
| 1994       | 近鉄       | 19    | 12    | 0     | 0     | 0        | 5     | 2     | 0        | --          | .714  | 318   | 71.1     | 76       | 13          | 33       | 2     | 0        | 46       | 5     | 0        | 44    | 42       | 5.30     | 1.57    |
| 1995       | 近鉄       | 22    | 20    | 3     | 0     | 0        | 4     | 8     | 0        | --          | .333  | 551   | 130.0    | 126      | 16          | 51       | 1     | 1        | 99       | 7     | 0        | 55    | 51       | 3.53     | 1.36    |
| 1996       | 近鉄       | 21    | 10    | 1     | 0     | 0        | 3     | 5     | 0        | --          | .375  | 300   | 69.2     | 69       | 17          | 30       | 1     | 1        | 54       | 5     | 1        | 48    | 46       | 5.94     | 1.42    |
| 1997       | 近鉄       | 27    | 27    | 6     | 3     | 0        | 15    | 6     | 0        | --          | .714  | 767   | 182.2    | 137      | 14          | 96       | 0     | 7        | 136      | 6     | 0        | 68    | 60       | 2.96     | 1.28    |
| 1998       | 近鉄       | 18    | 17    | 1     | 1     | 0        | 7     | 3     | 0        | --          | .700  | 374   | 78.0     | 99       | 21          | 51       | 0     | 2        | 54       | 2     | 0        | 60    | 59       | 6.81     | 1.92    |
| 1999       | 近鉄       | 23    | 23    | 2     | 0     | 0        | 6     | 11    | 0        | --          | .353  | 638   | 149.0    | 135      | 19          | 69       | 0     | 3        | 96       | 7     | 0        | 69    | 67       | 4.05     | 1.37    |
| 2000       | 中日       | 13    | 12    | 0     | 0     | 0        | 4     | 3     | 0        | --          | .571  | 259   | 58.0     | 52       | 5           | 36       | 2     | 1        | 47       | 4     | 0        | 32    | 27       | 4.19     | 1.52    |
| 2002       | 近鉄       | 14    | 8     | 0     | 0     | 0        | 3     | 2     | 0        | --          | .600  | 225   | 50.0     | 61       | 9           | 17       | 2     | 0        | 42       | 1     | 0        | 36    | 33       | 5.94     | 1.39    |
| 2003       | 近鉄       | 65    | 0     | 0     | 0     | 0        | 1     | 1     | 0        | --          | .500  | 212   | 52.1     | 33       | 3           | 27       | 2     | 3        | 57       | 0     | 0        | 23    | 22       | 3.78     | 1.15    |
| 2004       | 近鉄       | 49    | 0     | 0     | 0     | 0        | 0     | 2     | 0        | --          | .000  | 132   | 27.0     | 39       | 3           | 12       | 1     | 3        | 13       | 1     | 0        | 20    | 19       | 6.33     | 1.89    |
| 2005       | 楽天       | 11    | 0     | 0     | 0     | 0        | 0     | 0     | 0        | 0           | ----  | 42    | 7.2      | 12       | 0           | 4        | 0     | 1        | 4        | 2     | 0        | 7     | 6        | 7.04     | 2.09    |
| 通算：12年 | 通算：12年 | 309   | 131   | 13    | 4     | 0        | 51    | 47    | 2        | 0           | .520  | 4113  | 944.0    | 890      | 129         | 471      | 12    | 22       | 715      | 46    | 1        | 494   | 462      | 4.40     | 1.44    |

- 各年度の太字はリーグ最高

### タイトル
- 最多勝利：1回 （1997年）

### 表彰
- 月間MVP：1回 （投手部門：1997年9月）[26]
- オールスターゲーム優秀選手賞：1回（1999年第2戦）[29]

### 記録
投手記録
- 初登板：1993年4月11日、対日本ハムファイターズ2回戦（藤井寺球場）、7回表に2番手として救援登板、1回1/3を2失点
- 初奪三振：同上、7回表に大島康徳から
- 初セーブ：1993年4月20日、対オリックス・ブルーウェーブ1回戦（日生球場）、7回表1死に2番手として救援登板・完了、2回2/3を無失点
- 初先発登板：1993年5月4日、対西武ライオンズ4回戦（西武ライオンズ球場）、6回1/3を3失点で敗戦投手
- 初勝利：1993年6月20日、対日本ハムファイターズ12回戦（藤井寺球場）、3回表に2番手として救援登板、5回無失点
- 初先発勝利：1994年7月13日、対千葉ロッテマリーンズ14回戦（石川県立野球場）、7回2失点
- 初完投：1995年7月6日、対千葉ロッテマリーンズ14回戦（千葉マリンスタジアム）、8回2失点で敗戦投手
- 初完投勝利・初完封勝利：1997年4月10日、対千葉ロッテマリーンズ3回戦（大阪ドーム）

打撃記録
- 初安打：2000年4月22日、対横浜ベイスターズ4回戦（ナゴヤドーム）、4回裏に野村弘樹から左前安打
- 初打点：2000年8月9日、対広島東洋カープ18回戦（ナゴヤドーム）、2回裏に山内泰幸から中前適時打

その他の記録
- オールスターゲーム出場：1回 （1999年）[29]

### 背番号
- 23（1993年 - 1999年）
- 25（2000年 - 2001年）
- 34（2002年 - 2005年）